# Lagune La Gaiba
La Laguna La Gaiba est une vaste étendue d'eau douce située sans le département de Santa Cruz dans la province de Germán Busch à la frontière entre la Bolivie et le Brésil.

## Géographie
Elle se trouve à une altitude approximative de 160 mètres. Située en pleine région du Pantanal bolivien, elle a une superficie d'à peu près 200 km2. La plus grande partie de ce lac se trouve en territoire bolivien. Sur sa rive sud est construite la petite localité de La Gaiba, et sur sa rive ouest, celle de Puerto Quijarro, toutes deux boliviennes.
Cette belle étendue d'eau douce de grande dimension abonde de vie aquatique : oiseaux, capybaras, cerfs des marais, loutres de rivière et autres animaux. Elle est entourée de paysages de grande beauté caractéristiques des savannes inondables du Chaco Pantanero (à la fois de type Chaco et de type Pantanal).